# Ochromolopis ictella
Espèce
Ochromolopis ictella est une espèce européenne de lépidoptères (papillons) de la famille des Epermeniidae.

## Description
L'imago a une envergure de 11 à 13 mm.

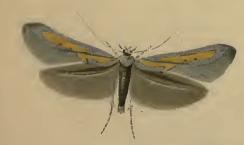
Imago.
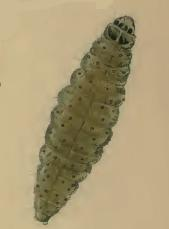
Chenille.

## Répartition
On trouve Ochromolopis ictella de la Finlande à la péninsule Ibérique, en Italie, en Grèce, et de la France à l'Ukraine. On le recense également en Afrique du Nord.

## Écologie
La chenille se nourrit du fruit de Thesium bavarum. Elle mine les feuilles de sa plante hôte. La mine est courte, profonde, irrégulière et linéaire. Une seule chenille peut faire plusieurs mines. Les chenilles plus âgées vivent librement sur la plante.